# Otophryne steyermarki
Otophryne steyermarki és una espècie de granota que viu a la Guaiana, Veneçuela i, possiblement també, al Brasil.